# سوشال هاوس
سوشال هاوس (به انگلیسی: Social House) یک گروه دونفره موسیقی از پیتسبرگ، پنسیلوانیا در ایالات متحده است. گروه درسال ۲۰۱۹ تک‌آهنگ «دوست‌پسر» را با آریانا گرانده منتشر کرد. از سال ۲۰۱۹، این گروه چهار تک‌آهنگ منتشر کرده‌است.